# Conan Barbarzyńca (film 2011)
Conan Barbarzyńca (ang. Conan the Barbarian) – amerykański film przygodowy fantasy z 2011 roku w reżyserii Marcusa Nispela, zrealizowany w technologii 3D.

## Opis fabuły
W erze hyboryjskiej pochodzący z Cymerii Conan (Jason Momoa) od najmłodszych lat przejawia talent wojownika. Jednak zanim zdąży dorosnąć, w jego rodzinnych stronach rozpoczyna się krwawa wojna. Khalar Zym (Stephen Lang) – potężny władca i czarnoksiężnik, doprowadza do zgładzenia całego plemienia Conana. Conanowi udaje się jednak uciec. Trauma, jaką przeszedł, uczyniła z Conana prawdziwego wojownika. Po latach nie ma sobie wśród nich równych – z przeciwnikami rozmawia za pomocą swojego miecza.
Conan chce się zemścić na Khalarze i po kolei likwiduje bez litości jego popleczników. Tymczasem Khalar dąży do odzyskania Maski Acheronu, z której pomocą ma zamiar wskrzesić swą zmarłą małżonkę oraz osiągnąć nieśmiertelność. Conan musi ocalić Tamarę (Rachel Nichols), dziedziczkę odwiecznej mocy władców Acheronu i mistrzynię sztuk walki, której krew pozwoli wyzwolić moc Maski Acheronu. Jeśli Khalarowi uda się złożyć ofiarę z jej życia, posiądzie drzemiącą w niej moc i stanie się niepokonany. Conan musi temu zapobiec.

## Obsada
| Aktor            | Rola       |
| ---------------- | ---------- |
| Jason Momoa      | Conan      |
| Leo Howard       | Conan      |
| Rachel Nichols   | Tamara     |
| Stephen Lang     | Khalar Zym |
| Rose McGowan     | Marique    |
| Bob Sapp         | Ukafa      |
| Steven O'Donnell | Lucius     |
| Diana Lubenova   | Cheren     |
| Ron Perlman      | Corin      |
| Nonso Anozie     | Artus      |
| Saïd Taghmaoui   | Ela-Shan   |
| Milton Welsh     | Remo       |
| Raad Rawi        | Fassir     |
| Alina Pușcău     | Lara       |